# 登索湖
53°7′45″N 13°22′36″E / 53.12917°N 13.37667°E
登索湖（德語：Densowsee），是德國的湖泊，位於該國東北部，由勃蘭登堡州負責管轄，處於烏克馬克縣，長0.9公里、寬0.4公里，面積0.16平方公里，海拔高度50米，最大水深3米。